# Kyphocarpa angustifolia
Kyphocarpa angustifolia là loài thực vật có hoa thuộc họ Dền. Loài này được (Moq.) Lopr. mô tả khoa học đầu tiên năm 1899.